# Гюстав Кайботт
Ґюстав Кайботт (фр. Gustave Caillebotte; 19 серпня 1848 — 21 лютого 1894) — французький колекціонер, представник імпресіонізму.

## Біографія
Ґюстав Кайботт народився 19 серпня 1848 року в Парижі в заможній родині. Його батьку Марсиалю Кайботту (фр. Martial Caillebotte) (1799—1874) належало успадковане текстильне виробництво.
Певний час займав посаду судді з торговельних справ у Сенському трибуналі. Марсиаль двічі залишався вдівцем до того, як одружився з матір'ю Ґюстава, Селестою Дофрень (фр. Céleste Daufresne, 1819—1878). Окрім Ґюстава мали ще двох синів — Рене (1851—1876) та Марсиаля (1853—1910).
Кайботт народився в будинку на паризькій вулиці «Фобур-Сен-Дені» і проживав там до 1866 року, доки його батько не збудував будинок на вулиці «Міроменіль». Після того, як батько родини придбав маєток в Єррі — місті, що знаходиться на річці Єрр приблизно за 15 км на південь від Парижа, родина там часто проводила літо. Приблизно в цей час Ґюстав починає займатися живописом. Більшість картин Кайботта відображають членів його родини та повсякденне життя. Зокрема на полотні «Молода людина біля вікна» (1875 р.) зображений Рене в будинку на вулиці Міроменіль, а на картині «Апельсинові дерева» (1878 р.) — Марсиаль з двоюрідною сестрою Зої в їх власному саду в Єррі; на «Портретах у сільській місцевості» митець зобразив свою матір, тітку, кузину та друга родини.
Кайботт здобув юридичну освіту у 1868 році та отримав ліцензію на практичну діяльність в 1870 році. Згодом брав участь у франко-пруській війні. Після війни відвідував студію художника Леона Бонна, де вивчав живопис. В 1873 році Кайботт вступив до Школи шляхетних мистецтв, але, напевно, вчився там недостатньо старанно. У цей час Кайботт зустрічає і знайомиться з деякими митцями, що працювали поза рамками академічного живопису, зокрема з Едгаром Дега та Джузеппе де Ніттісом. В 1874 році відвідав, втім, не беручи участі у ній, першу виставку імпресіоністів.
Після смерті батька в 1874 році та матері в 1878 році Гюстав отримав значний спадок, що дозволило йому повністю присвятити себе живопису, не турбуючись про власне економічне становище. Також майбутній митець отримав можливість подорожувати світом (відвідав Норвегію, Швецію, Неаполь) та проводити багато часу в колах французької тогочасної богеми.
Ґюстав Кайботт також широко, відомий як щедрий меценат, адже він брав активну участь у фінансуванні виставок імпресіоністів та підтримував своїх колег та друзів-митців (зокрема Клода Моне, Огюста Ренуара, Каміля Пісарро та ін.), купуючи їх роботи та іноді навіть плативши за оренду студій (як у випадку з Моне).

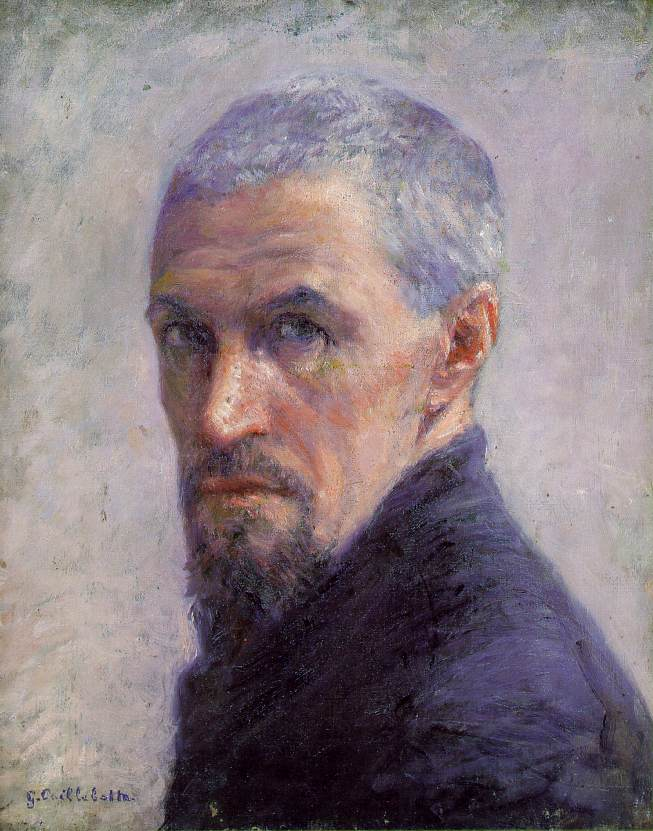
Автопортрет, 1892

Протягом усього життя Кайботт передчував і боявся передчасної смерті, тому він склав свій заповіт ще у 26 років, призначивши виконавцем своєї волі Огюста Ренуара. У заповіті долі групи «непримиренних» посіли особливе місце: 
| «Я хочу, щоб з моєї спадщини була відрахована сума, необхідна для організації в 1878 році, з найкращими умовами, виставка художників, що їх називають «непримиренні» чи імпресіоністи (…) Дега, Моне, Піссарро, Ренуара, Сезанна, Сіслея, Берти Морізо. Я називаю цих, не виключаючи інших». |
Про пристрасне захоплення молодого Кайботта творчістю друзів свідчать також інші уривки з заповіту, наприклад, його намір залишити державі колекція картин імпресіоністів за умови, що вони будуть розміщені у Люксембурзькому музеї, де виставлялися за їх життя.
Придбавши маєток в Петі-Женвільє на берегах Сени біля Аржантея у 1881 році та переїхавши туди у 1888 році, митець припиняє займатися живописом. Натомість присвячує себе садівництву та будівництву гоночних яхт, проводив багато часу з братом Марсиалем та товаришем Ренуаром, які часто зупинялися у Петі-Женвільє. Як стверджують деякі джерела, незадовго до смерті художник мав зв'язок з Емілі Шлаух, жінкою, що була значно молодша від Ґюстава. Однак цьому немає офіційного підтвердження.
Ґюстав Кайботт помер 21 лютого 1894 року, коли йому було всього 46 років, під час роботи у власному саду в Петі-Женвільє. Похований на кладовищі Пер-Лашез в Парижі.
Після смерті митця навколо заповіту розгорнулася гостра дискусія в академічних колах: дізнавшись про нові здобутки, викладачі Школи шляхетних мистецтв погрожували відставкою. Врешті-решт деякі із 67, подарованих державі, витворів мистецтва були відкинути відповідно до рішення комісії експертів. Серед таких опинилися роботи Мане, Моне, Сіслея, Ренуара, Піссарро. Ті твори, які все ж прийняли до державної колекції, експерти визначили невартими того, щоб бути виставленими в залах музею. Так їх розмістили в спеціальній добудові біля музею.

## Творчість

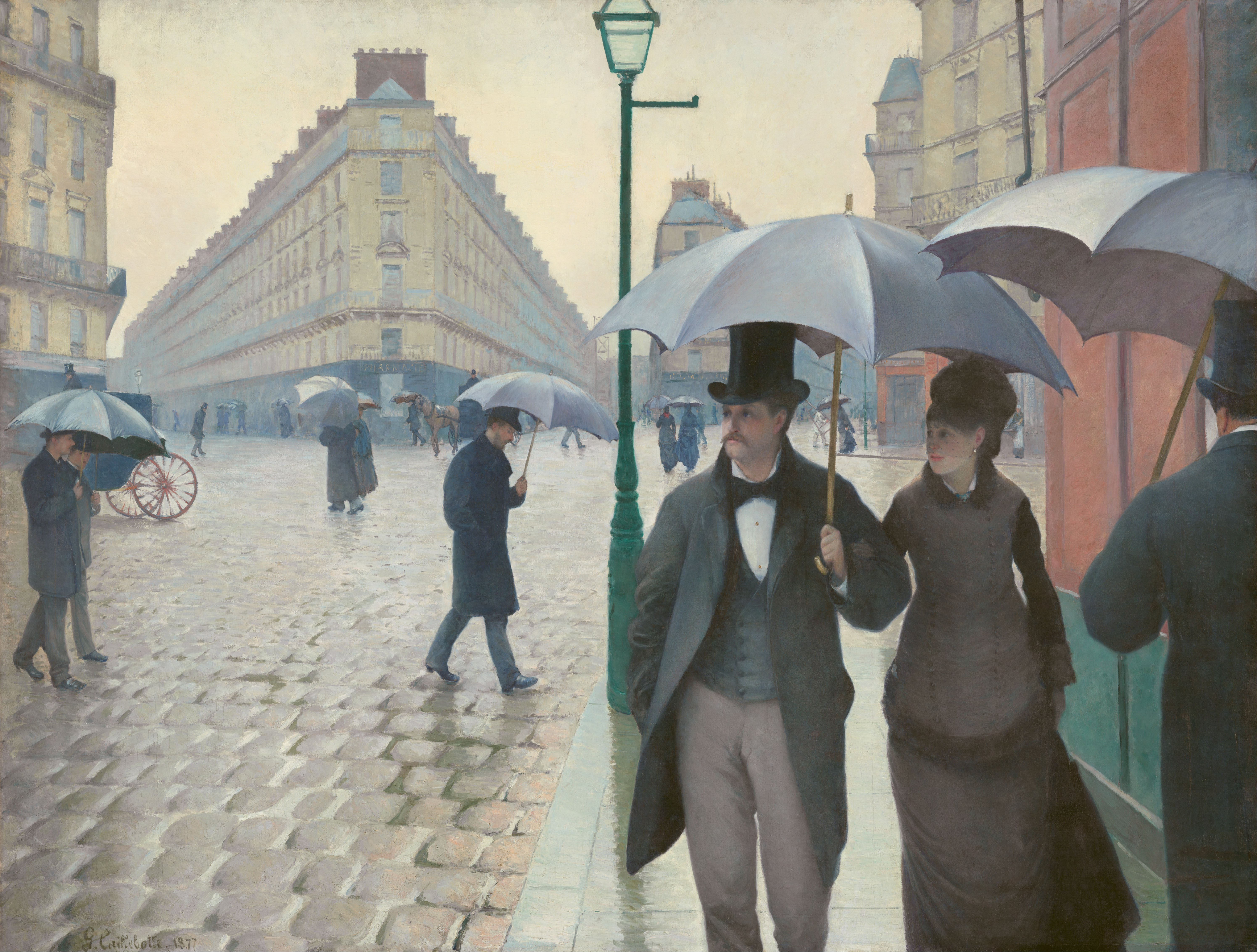
Паризька вулиця в дощову погоду, 1877, Інститут мистецтв, Чикаго

Якщо про роль Кайботта як колекціонера та прихильника руху імпресіоністів довгий час велися суперечки, то значно рідше йшла мова про творчість цього блискучого та оригінального представника «нового живопису». І лише через 70 років після смерті художника історики мистецтва почали переглядати його художню спадщину.
Врешті-решт митець зайняв своє місце у літописі живопису імпресіонізму.
Будучи ближчим у своїм манері письма до Мане і Дега, ніж до Моне і Ренуара, Кайботт видозмінював стиль імпресіоністів, демонструючи віртуозне володіння технікою та винахідливість в оригінальних просторових побудовах. Він підіймався на балкони, щоб звідти відобразити місто («Вид на бульвар зверху», 1880), обирав маловідомі чи навпаки характерні куточки Парижа (наприклад, дахи будівель), йому вдавалося зловити моменти повсякденного життя з навдивовижу природно.
Як і Дега, Кайботт віддавав перевагу складним композиційним побудовам. Будучи майстром сміливих ракурсів, митець спрямовував погляд глядача всередину сцени, за допомогою прийому розширення простору.
Ґюстав Кайботт прагнув відображати реальність такою, якою вона є, і такою, якою він її бачить, прагнучи таким чином зменшити притаманну класичному живопису драматичність. Розділяючи прихильність імпресіоністів до передачі реальності, митець писав сімейні сцени, інтер'єри та краєвиди в Йєрі, але найвідомішими творами стали ті, що присвячені Парижу, як от, «Паркетчики» (1875 р.), «Міст Європи» (1876 р.), «Дощовий день в Батіньйольському кварталі» (1877 р.). Ці картини викликали суперечки через їхній нехитрий, часто надто простий сюжет та надто поглибленої перспективи. Похила поверхня, спільна для цих полотен, є характерною рисою творчості Кайботта, яка виникла від впливом японської графіки та нової технології фотографії.
Тому, можна припустити, що прийоми усічення та збільшення, які митець часто використовував для написання своїх робіт, виявилися наслідком його захоплення фотографією. У багатьох творах Кайботт використовує надто високий кут зору, як, наприклад, зображення балконів на «Vue de toits, effet de neige» (1878 р.) та «Boulevard vu d'en haut» (1880 р.). У живописній кар'єрі Кайботта настав різкий спад у 1890-х роках, коли він припинив писати великоформатні твори та виставляти свої роботи.

## Захоплення

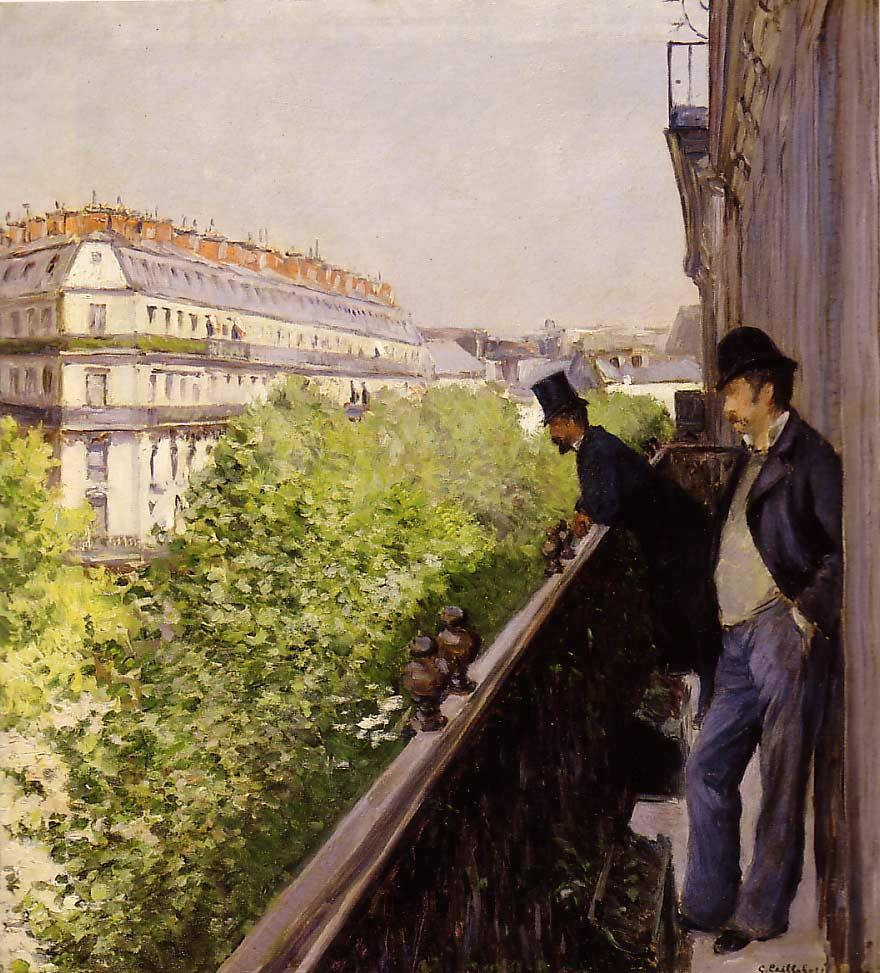
Людина на балконі, бульвар Осман, 1880, Приватна колекція

Кайботт використав свій статок для фінансування різного роду захоплень, до яких був схильний в той чи інший період свого життя, зокрема розведення орхідей, будівництвом яхт, дизайну текстилю. Жінки на його полотнах «Мадам Буассьєр із в'язанням» (1877 р.) та «Портрет мадам Кайботт» (1877 р.) імовірно були зразками такого захоплення, створеними Кайботтом.
Одним із серйозних захоплень художника було колекціювання поштових марок, в чому він досяг значного успіху і посмертно навіть був занесений до «Списку видатних філателістів» як один із «батьків філателії». Його філателістична колекція тепер знаходиться у Британському музеї.
У своєму заповіті Кайботт подарував велику колекцію живопису французькій державі. Ця колекція містила 67 картин різних митців: Каміля Піссарро (19), Клода Моне (14), П'єра Огюста Ренуара (10), Альфреда Сіслея (9), Едгара Дега (7), Поля Сезанна (5), Едуарда Мане (4).
На момент смерті Кайботта імпресіоністи все ще не були шановані у французьких академічних колах. Кайботт мав здогад, що шедеври його колекції, напевно, зникнуть на «горищах» та у «провінційних музеях». Саме тому він заповів розмістити свою колекцію в Люксембурзькому палаці, де знаходилися роботи сучасних художників, а потім в Луврі.
Французький уряд не погодився на ці умови. У лютому 1896 року було вирішено розмістити 38 картин у Люксембурзькому палаці. Інші ж 29 (одну Ренуар взяв як оплату за свої послуги виконавця заповіту) пропонувалися офіційному уряду ще двічі — в 1904 та 1908 роках, і обидва рази було відмовлено. Коли уряд намагався повернути неприйняті твори у 1928 році, на це вже заперечила вдова сина Кайботта. Більшість робіт були згодом продані С. Альберту Барнсу і сьогодні належать Фонду Барнса у Філадельфії.
40 робіт Ґюстава Кайботта сьогодні знаходяться в Музеї Орсе. Його твір «Людина на балконі, бульвар Осман», 1880 р., був проданий у 2000 р. за більш, ніж 14,3 млн доларів США.

## Галерея

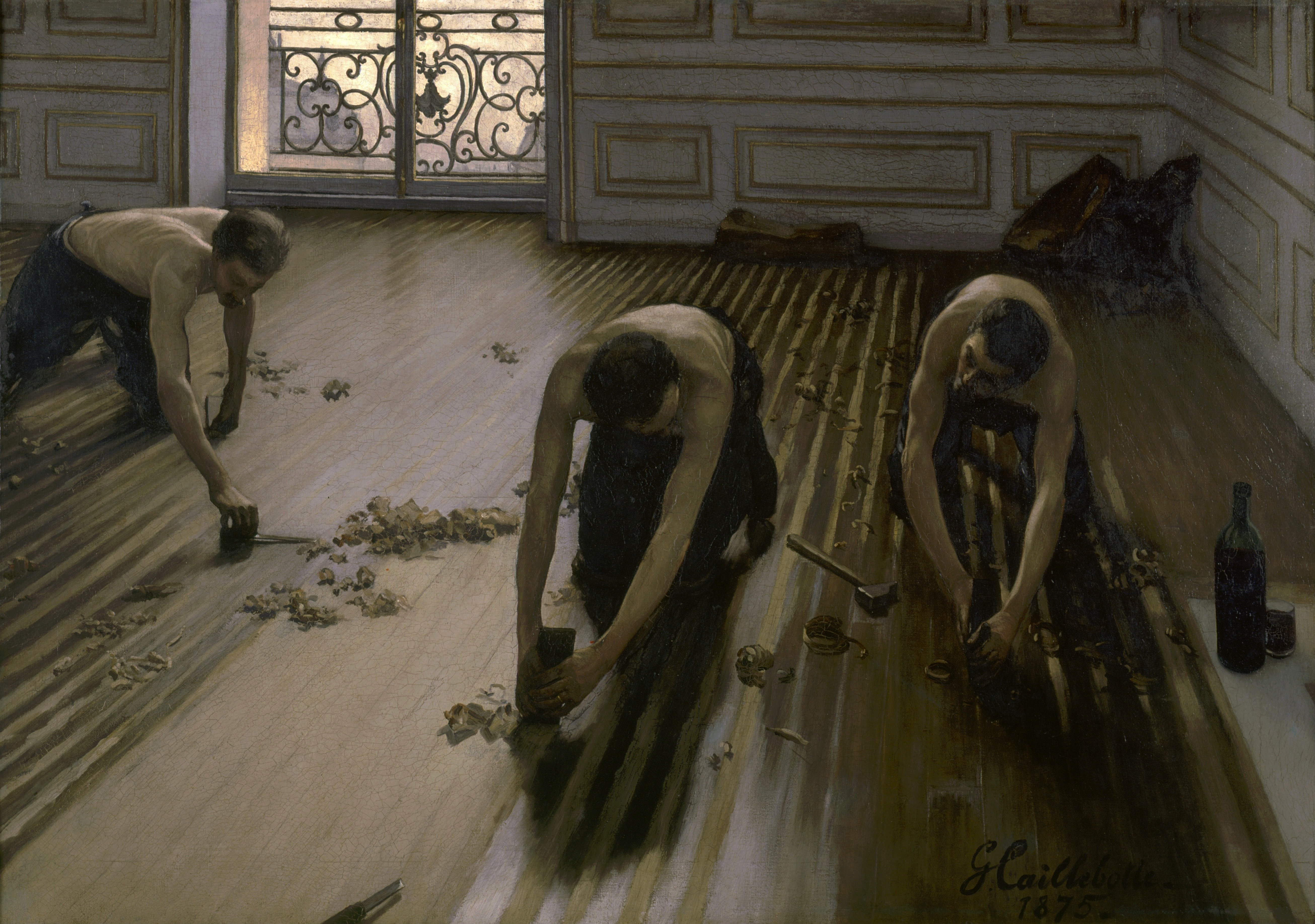
Циклувальники паркету
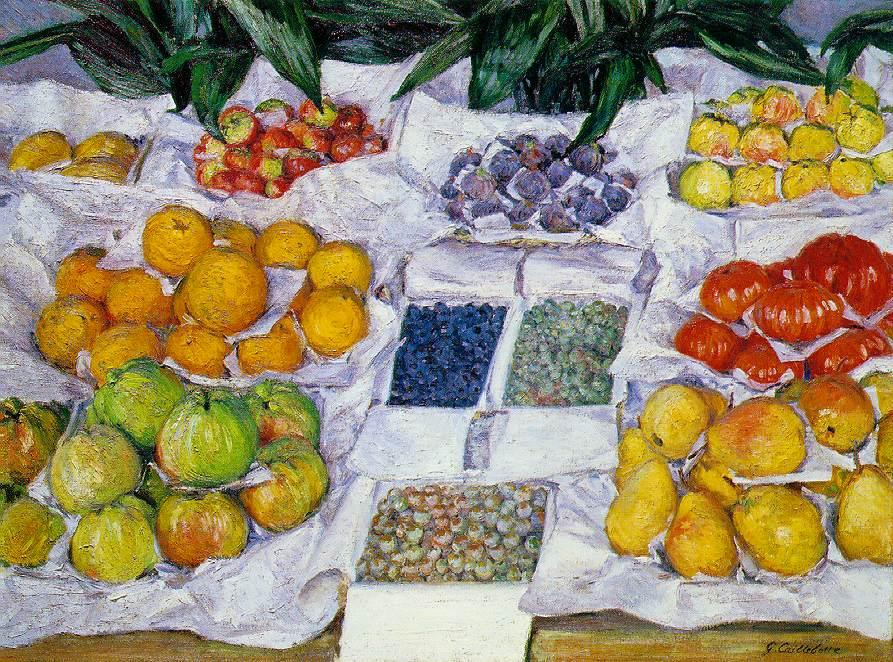
Фрукти на лотку
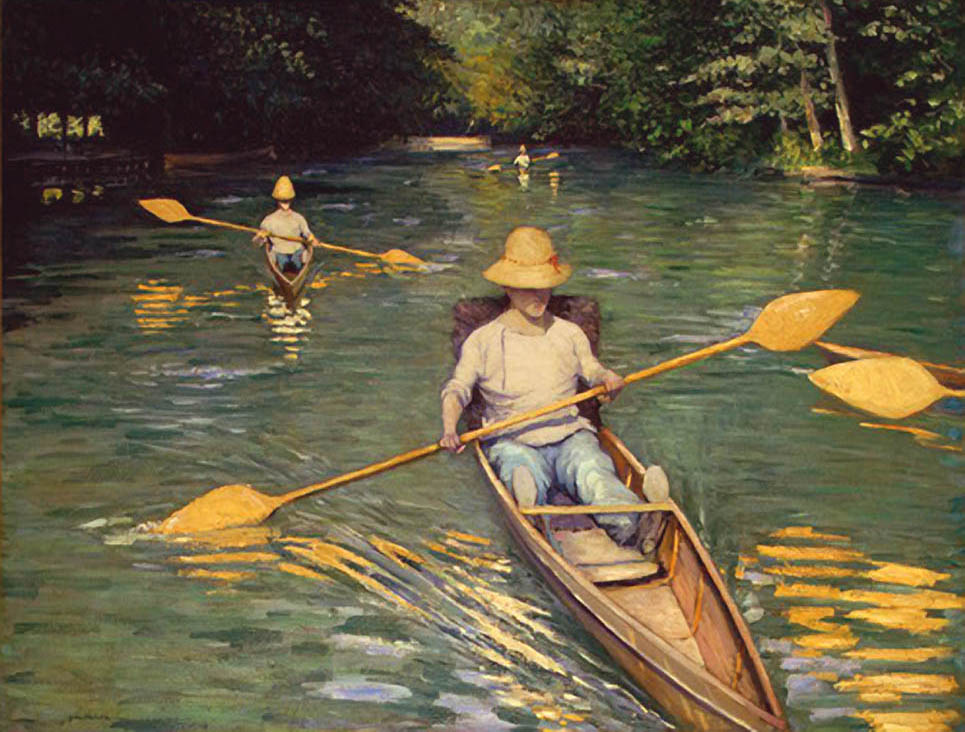
Веслярі
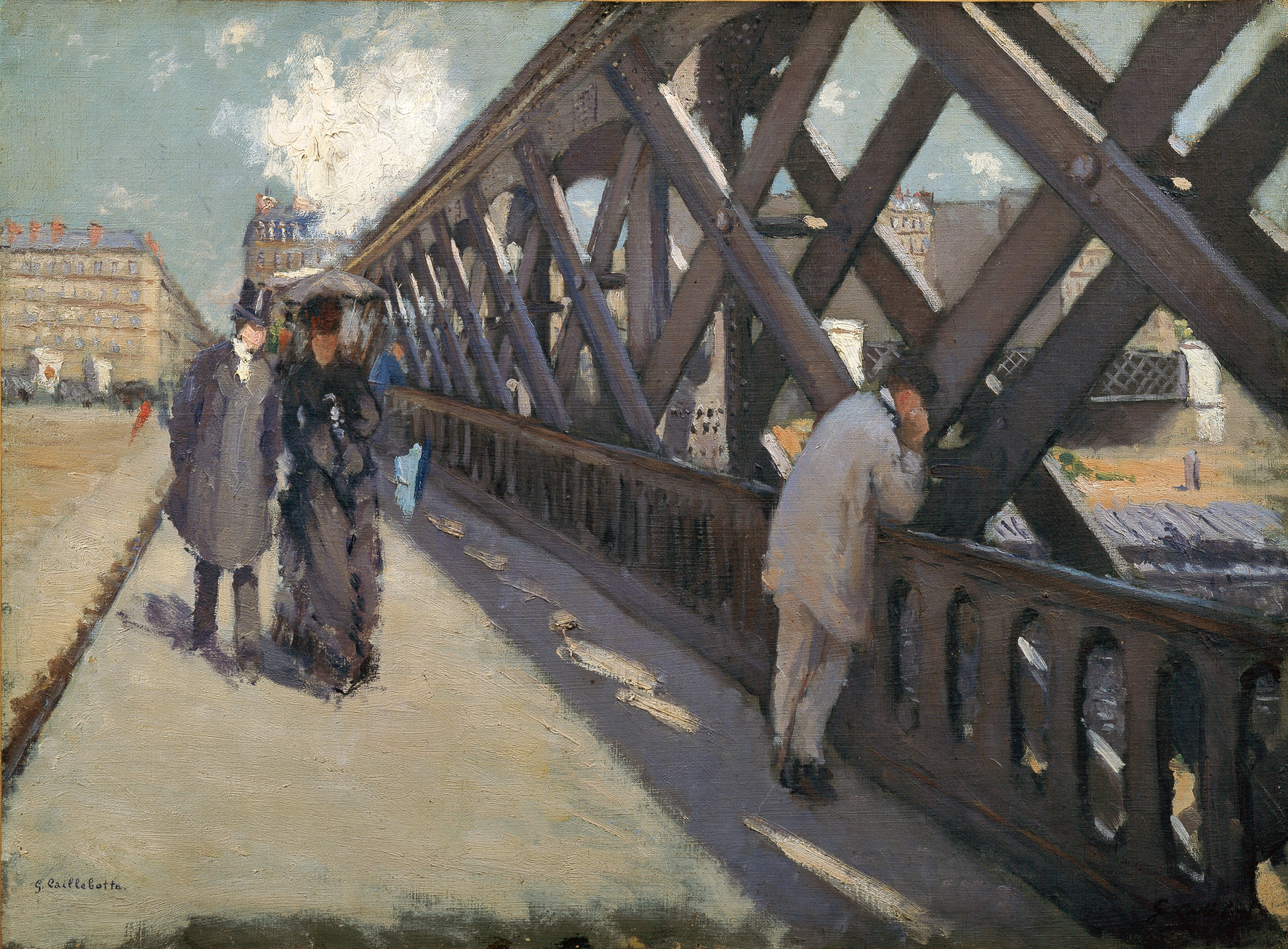
Міст Європи
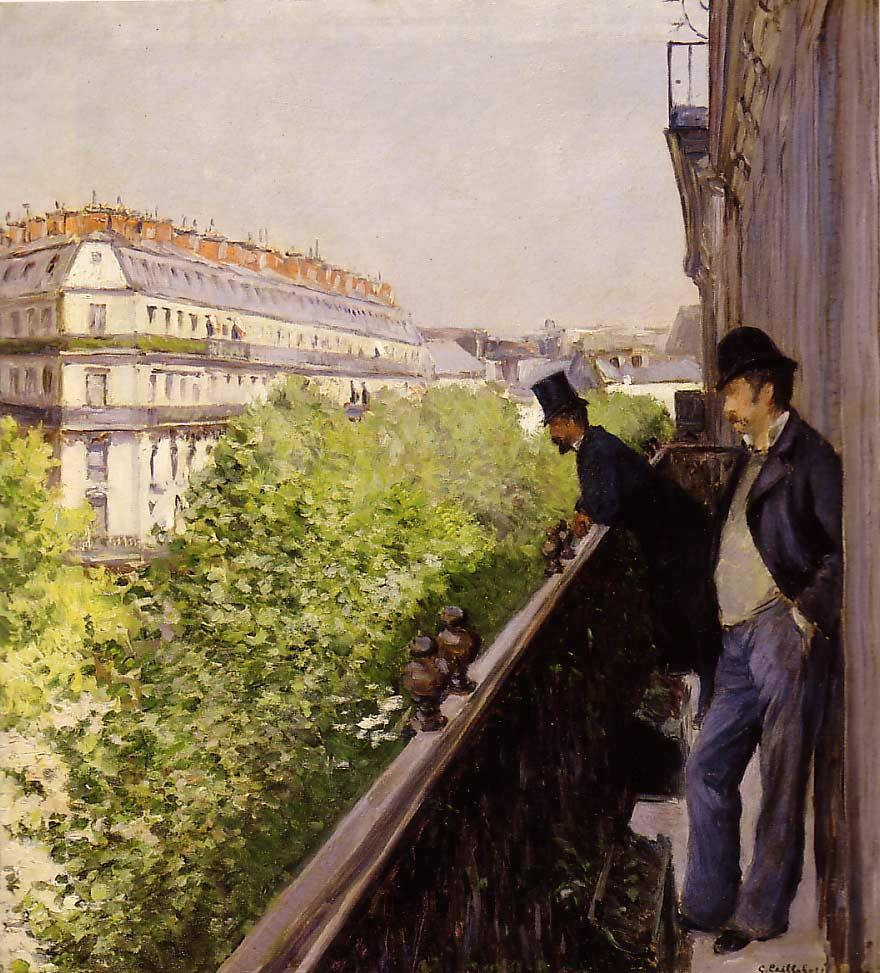
Людина на балконі, бульвар Осман
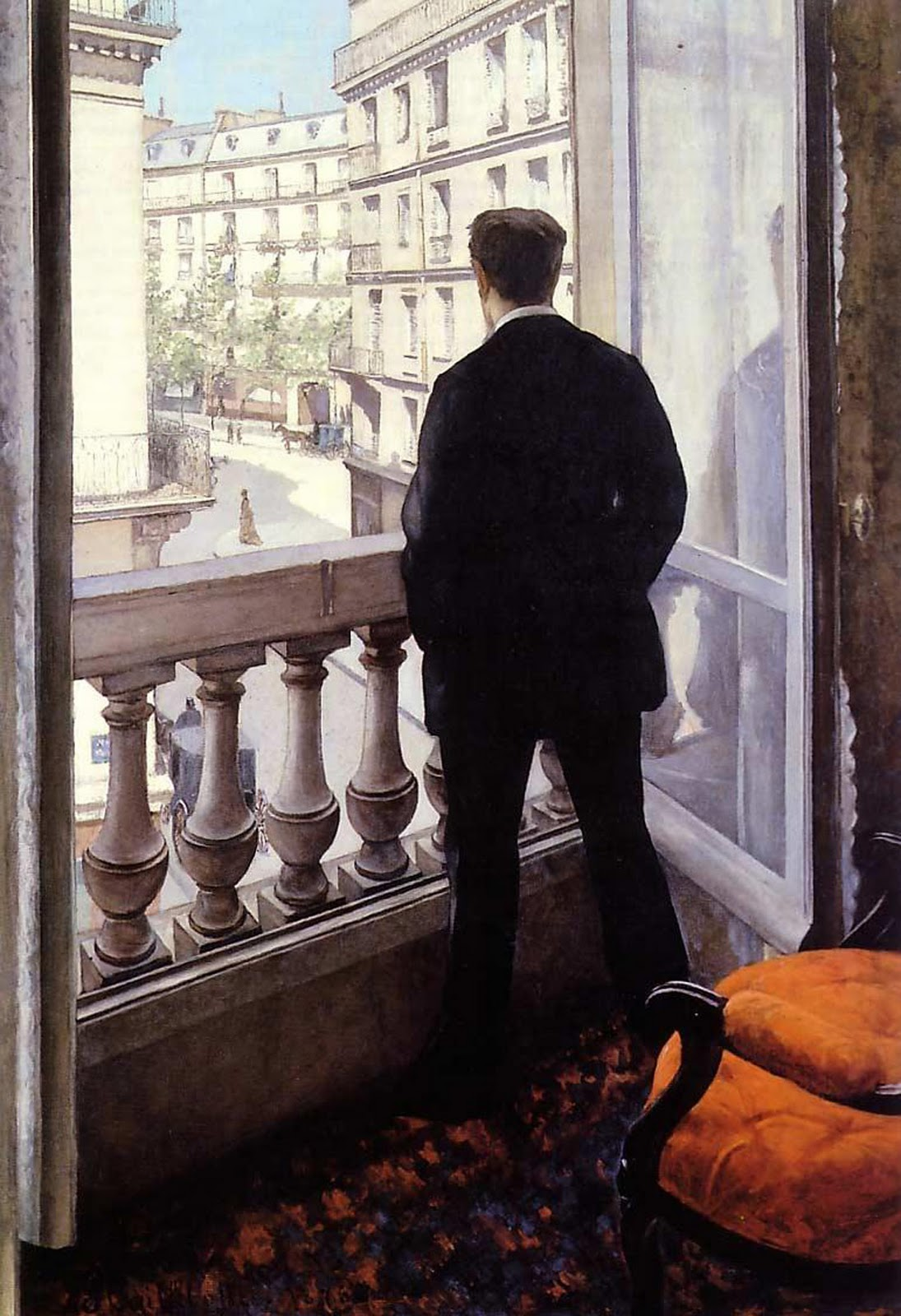
Юнак біля вікна
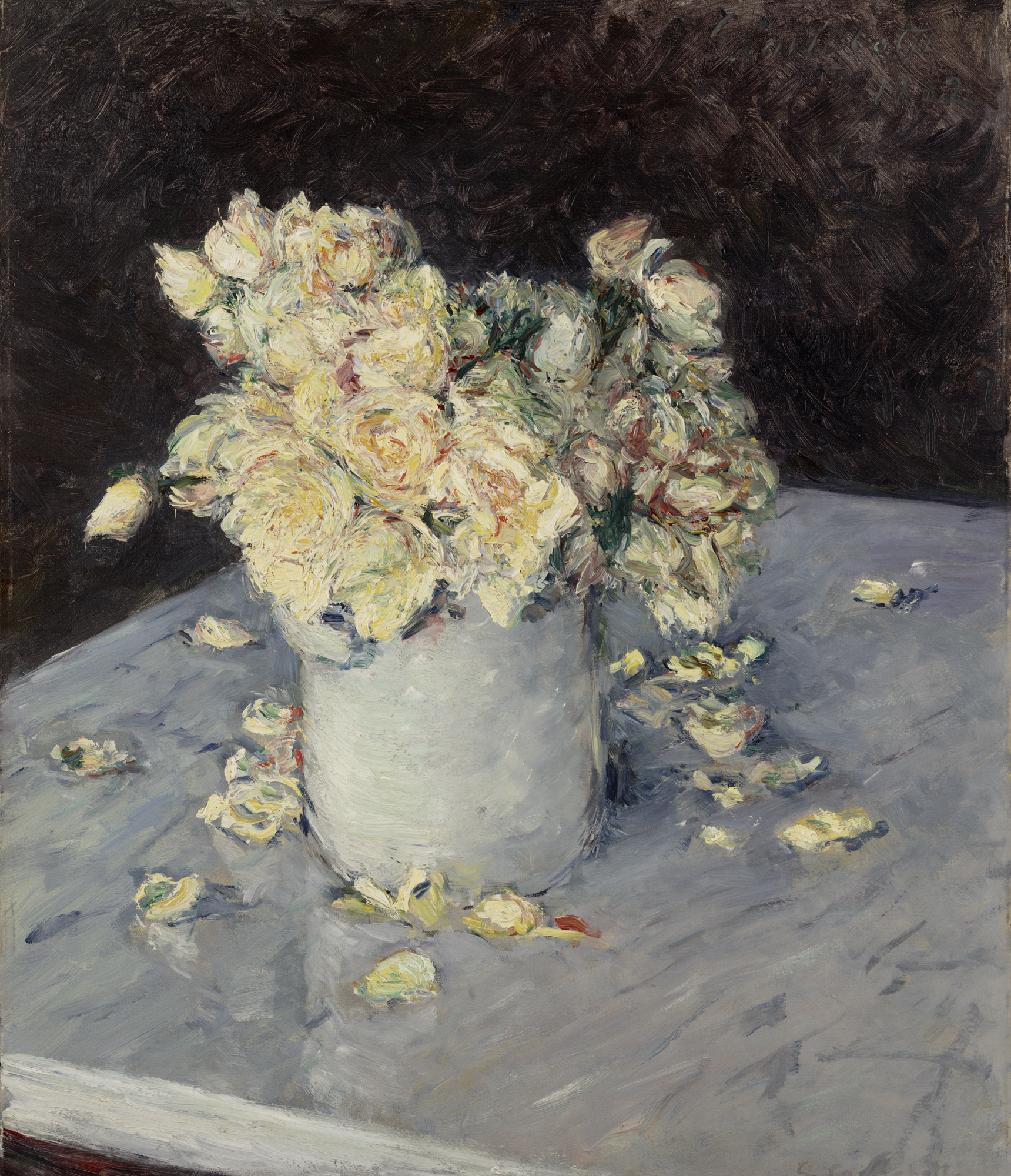
Натюрморт
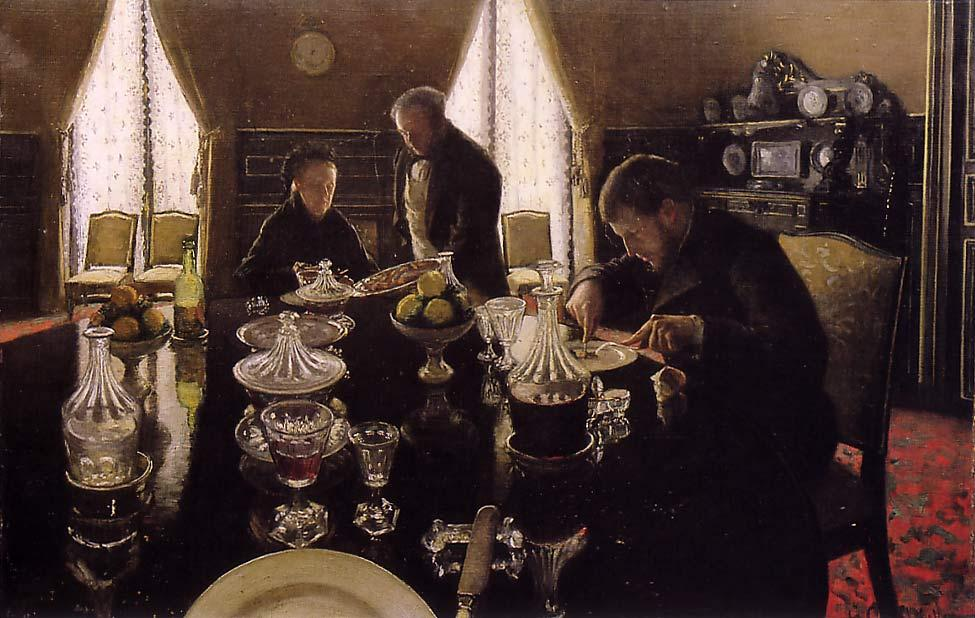
Обід
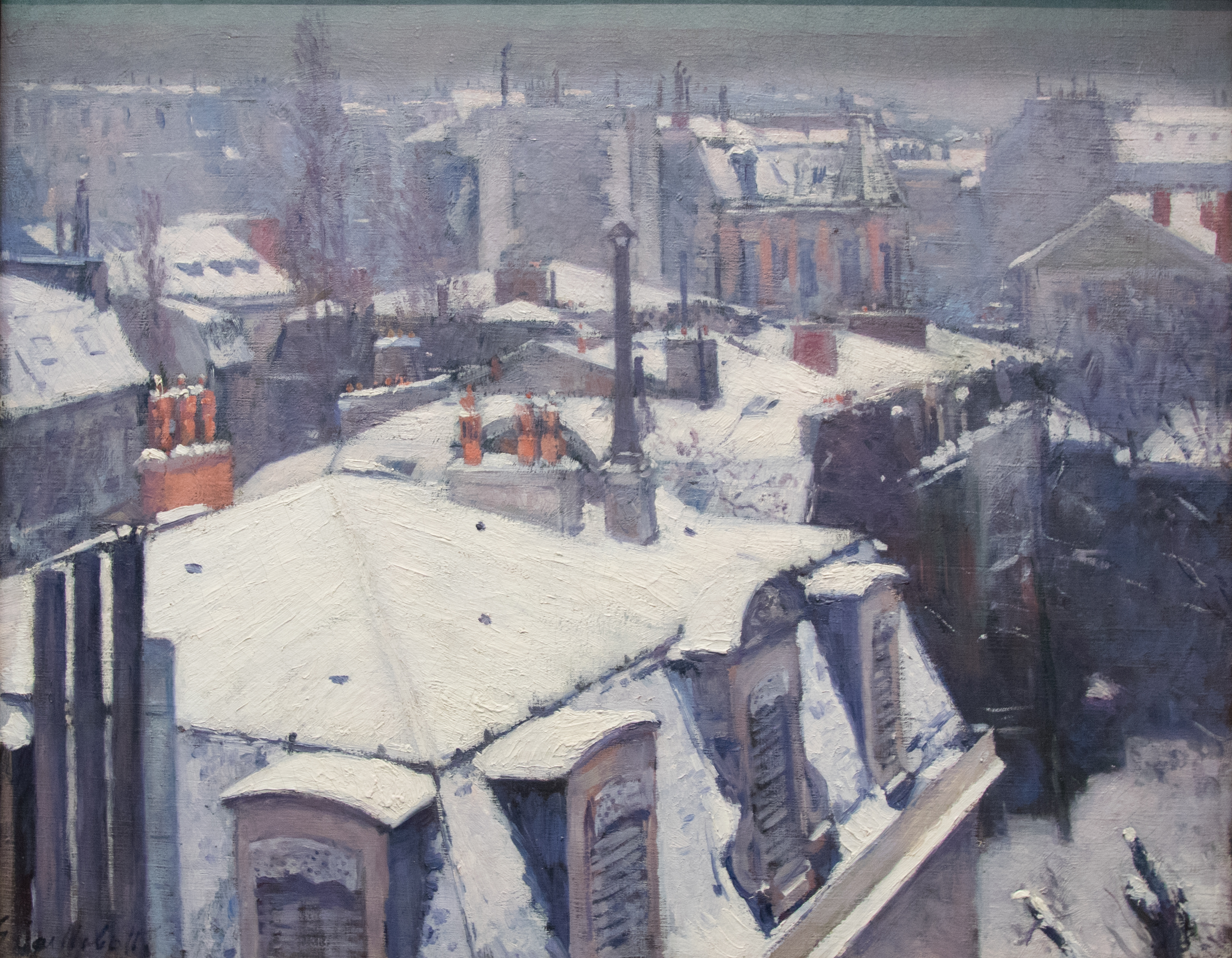
Вид на дахи (сніг)
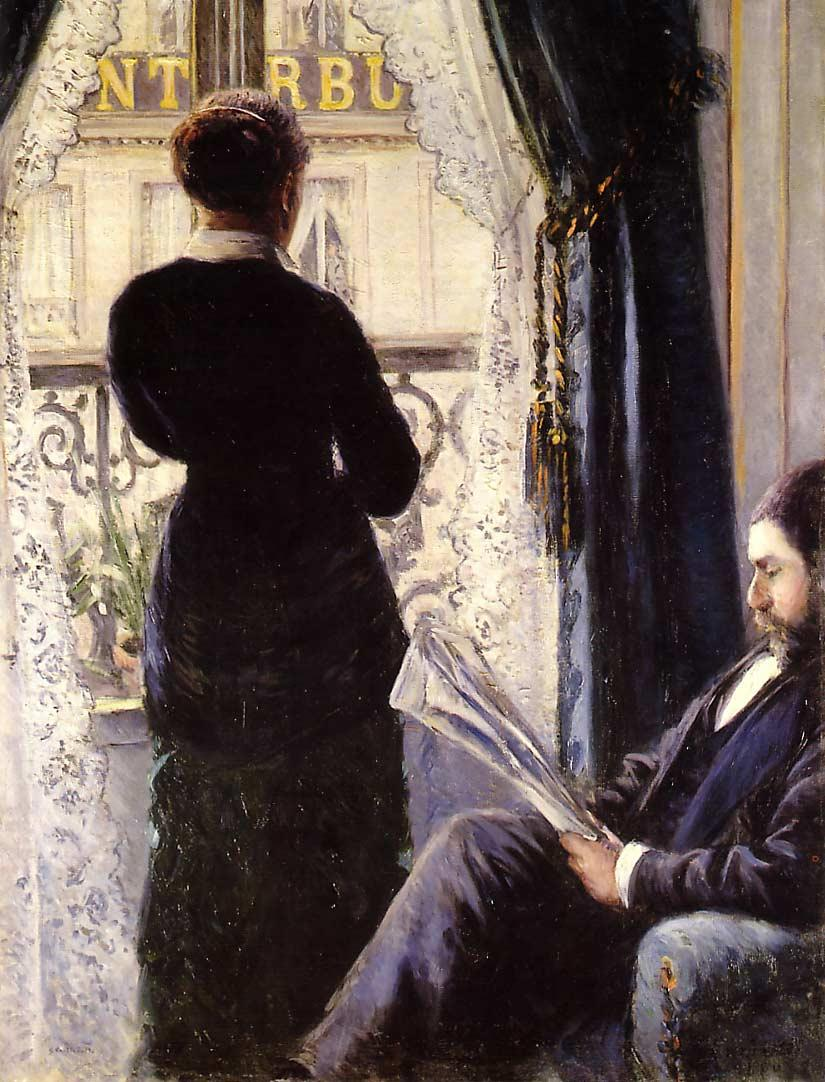
Інтер'єр
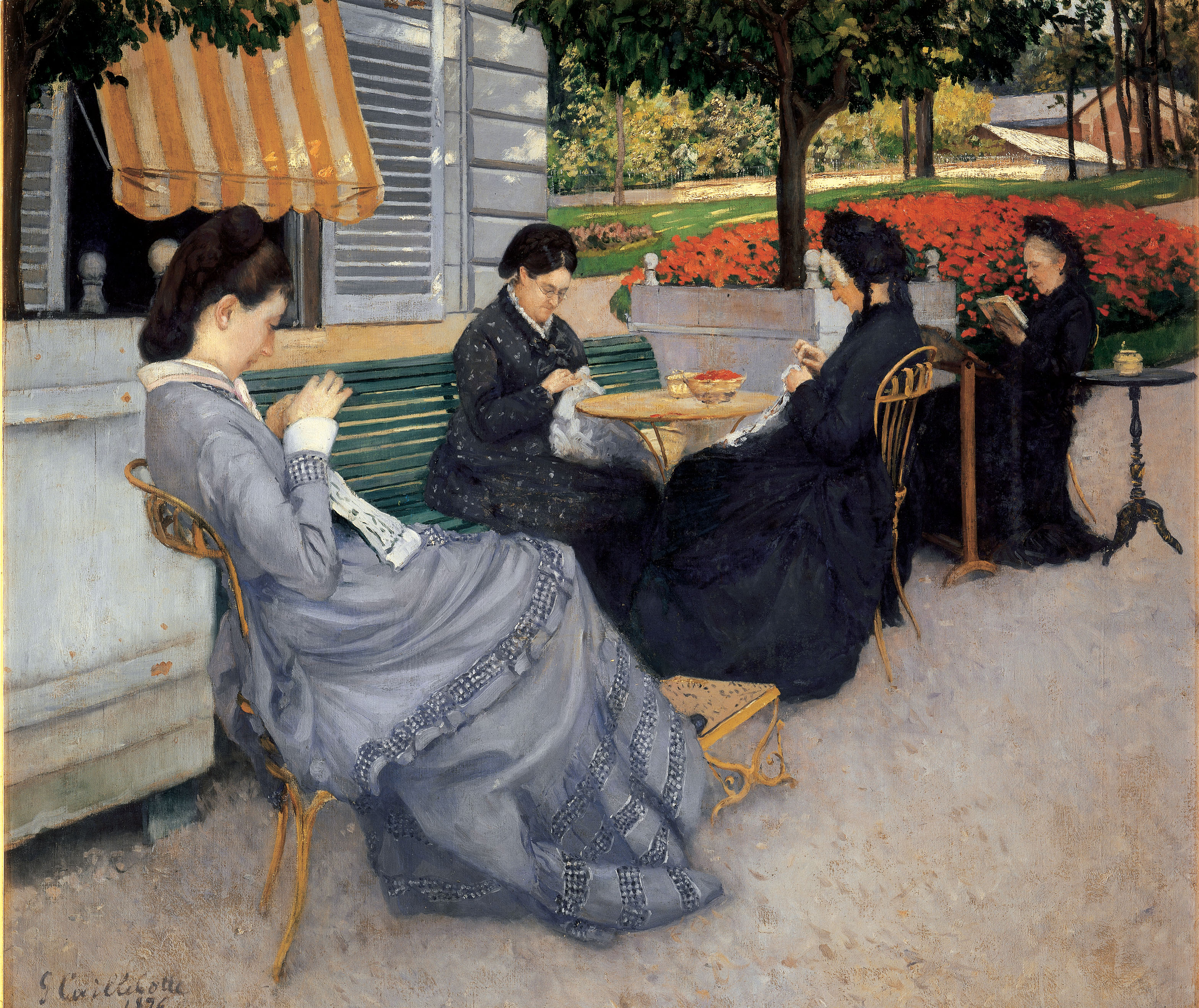